# Orage
Pour les articles homonymes, voir Orage (homonymie).

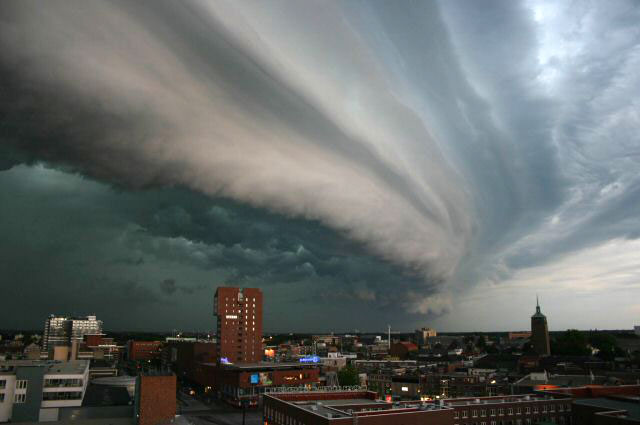
Arcus de type « multicouche » lors d'un orage au-dessus d'Enschede (Pays-Bas).

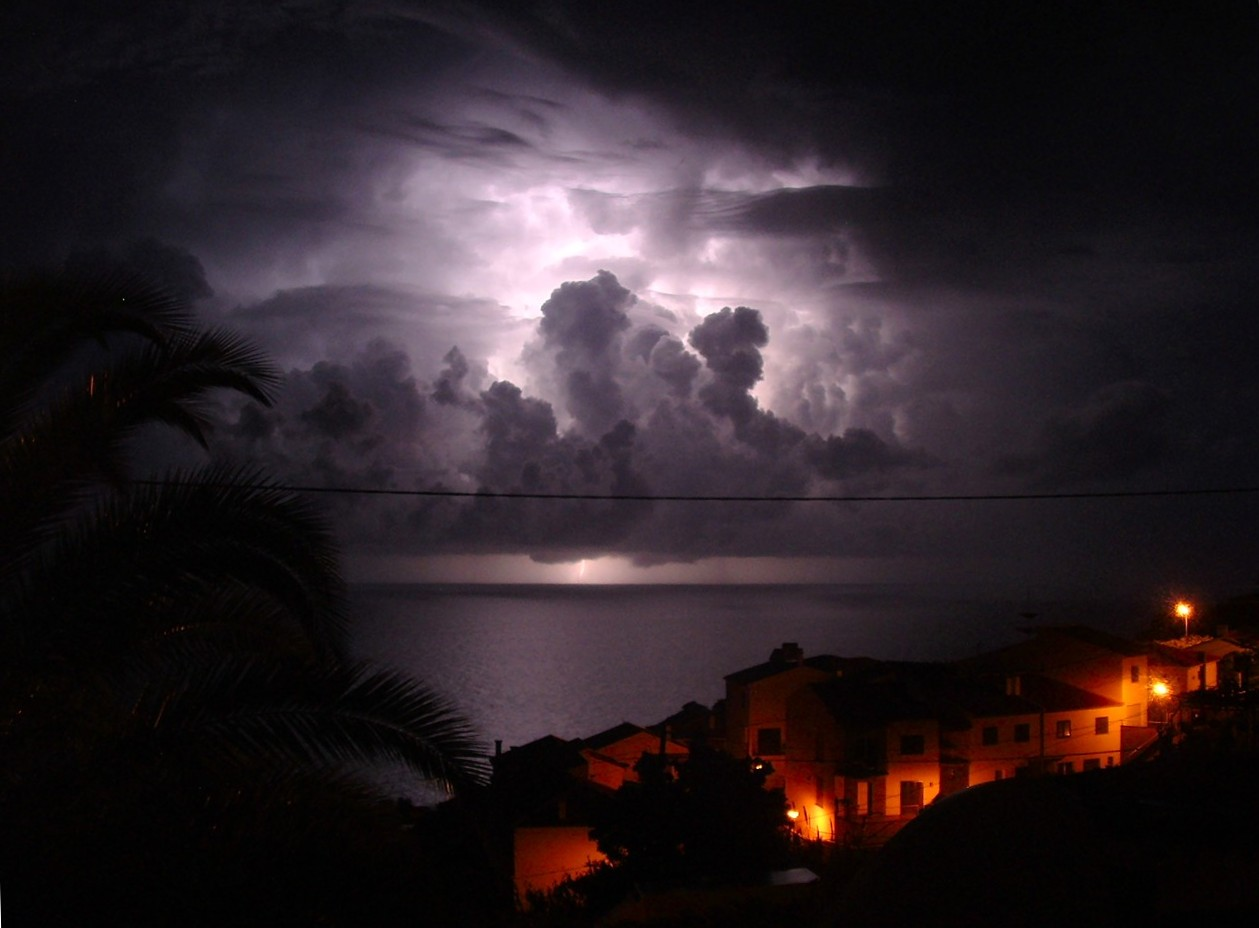
Orage, Garajau, Madère.

Un orage (dérivé à l'aide du suffixe -age de l'ancien français ore, signifiant « vent ») est une perturbation atmosphérique d'origine convective associée à un type de nuage particulier : le cumulonimbus. Ce nuage à grande extension verticale engendre des pluies fortes à diluviennes, des décharges électriques de foudre accompagnées de tonnerre. Dans des cas extrêmes, l'orage peut produire des chutes de grêle, des vents très violents et, rarement, des tornades.
Les orages peuvent se produire en toute saison, tant que les conditions d'instabilité et d'humidité de l'air sont présentes. Le plus grand nombre se retrouve sous les tropiques et leur fréquence diminue en allant vers les pôles où ils ne se produisent qu'exceptionnellement. Dans les latitudes moyennes, le nombre varie avec la saison.

## Mécanisme de formation

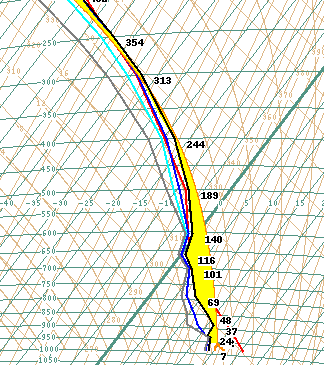
Téphigramme qui montre le chemin de la parcelle d'air convective, température versus pression (ligne rouge), par rapport à l'environnement (en noir). La surface en jaune est égale à son EPCD.

### Thermodynamique
Comme dans les averses, les orages se forment dans une masse d'air instable lorsqu'il y a une réserve importante de chaleur et d'humidité à bas niveau de la troposphère et d'air plus sec et froid en altitude. Une parcelle d'air plus chaude que l'environnement entre en convection. Tant qu'elle n'est pas saturée, sa température change selon le taux adiabatique sec. À partir de la saturation, la vapeur d'eau contenue dans la parcelle d'air condense selon les lois de la thermodynamique, ce qui relâche de la chaleur latente et son changement de température avec la pression est alors celui appelé le taux pseudo-adiabatique humide. L'accélération ascensionnelle se poursuit, jusqu'à ce que la parcelle arrive à un niveau où sa température égale celle de l'air environnant. Ensuite, elle se met à décélérer et le sommet du nuage est atteint quand la particule atteint une vitesse nulle.
L'énergie potentielle de convection disponible (EPCD) pour ce type de nuages est plus grande que pour une averse et permet de développer des sommets de nuages qui atteindront une plus grande altitude. Ceci est important car les gouttes qui s'élèvent dans le courant ascendant perdent des électrons par collision comme dans un accélérateur de Van de Graff. Un plus haut sommet permet d'atteindre une température inférieure à −20 °C nécessaire pour donner un grand nombre de cristaux de glace. Ces derniers sont de meilleurs producteurs et transporteurs de charge, ce qui permet une différence de potentiel suffisante entre la base et le sommet du nuage pour dépasser le seuil de claquage de l'air et donner de la foudre.
Hormis les régions équatoriales, la période la plus active va de la fin du printemps au début de l'automne, car c'est à ce moment que l'atmosphère est la plus chaude, humide et instable. Cependant, si l'instabilité est en altitude, elle n'a rien à voir avec la période de l'année, et ainsi le passage d'un front froid en hiver dans les latitudes moyennes peut donner des orages.

### Déclencheurs

Diagramme montrant les différents types d'orages violents selon leur EPCD et leur cisaillement des vents.

L'instabilité potentielle de l'air n'est pas le seul critère, il faut généralement un déclencheur, par exemple le passage d'un front froid, d'une onde courte météorologique, ou le réchauffement diurne. Un tel déclencheur peut agir à la surface ou en altitude, ce qui fait que les orages peuvent se développer près du sol ou être basés aux niveaux moyens de l'atmosphère,, :

#### Orage de masse d'air
Les orages de masse d'air résultent de la convection par réchauffement dans une masse d'air uniforme. Le cisaillement des vents avec l'altitude y est nul ou faible, ce qui donne des orages unicellulaires, généralement isolés. Comme le déplacement des orages de masse d'air dépend uniquement des vents en altitude, s'il ne vente pas, les orages resteront presque stationnaires. Ils peuvent se développer par suite du réchauffement diurne accompagné souvent d'un effet local qui produit une certaine zone de convergence. En effet, même si une masse d'air a des propriétés de température et d'humidité relativement uniformes au plan horizontal, la topographie peut changer localement ces propriétés.
L'effet local peut être une ascendance orographique, un faible creux barométrique ou une brise. Par exemple, l'air près de la surface d'un lac est plus humide qu'à l'intérieur des terres. En conséquence, durant la saison estivale, il n'est pas rare que des orages se forment près d'une rive légèrement en pente et suivent la progression du front de brise. Il peut donc être difficile de prévoir dans quel secteur se formeront les orages, un peu comme prédire où se formera la première bulle dans un chaudron rempli d'eau et mis sur le feu.
Ces orages ont donc comme caractéristiques :
- de se former en après-midi ou en début de soirée sur les terres par temps chaud et humide estival. La nuit, lorsque le sol se refroidit, l'air se stabilise dans les couches inférieures et l'activité orageuse cesse ;
- de se former près des zones côtières lorsque la masse d'air froid se déplace au-dessus de la surface plus chaude des eaux, situation qui peut se produire en toute saison et donner par exemple un orage de neige ;
- de se former par ascendance orographique si un écoulement d'air instable et humide est soulevé par une chaîne de montagnes dans les brises de montagne. Dans ce cas, ces orages s'alignent le long du côté au vent de la chaîne de montagnes et durent aussi longtemps que l'écoulement d'air les alimente.

#### Orage frontal
S'il y a présence d'un front, particulièrement un front froid, ce dernier produit une ascendance qui déclenche et organise la convection. Les orages produits seront frontaux ou préfrontaux selon leur position le long ou à l'avant du front. Parce qu'il y a un cisaillement des vents à l'approche d'un front, les orages pourront être de plusieurs types : multi-cellulaires, supercellulaires, ligne de grains, etc. selon l'instabilité de l'air et la variation des vents avec l'altitude. Comme ces orages sont plus organisés et ont généralement plus d'énergie potentielle de convection disponible (EPCD), ils engendreront souvent des phénomènes violents comme de la grêle ou des vents causant des dommages.

#### Orage d'altitude
Dans un système météorologique à grande échelle (dite synoptique), il peut arriver que de l'air froid se retrouve au sol, coupant la convection, mais qu'en altitude l'air reste instable. Cela se produit surtout dans l'occlusion d'une dépression à son stade mature ou à l'avant d'un front chaud en instabilité symétrique conditionnelle, mais peut aussi résulter du refroidissement du sommet des nuages durant la nuit. La convection peut aller jusqu'à former des orages dans ces conditions.

## Classement
Les orages sont classés en plusieurs catégories selon l'énergie potentielle de convection disponible (EPCD) et le cisaillement du vent avec l'altitude :
- orages unicellulaires ou monocellulaires ;
- orages multicellulaires ;
- orages supercellulaires ;
- système convectif de méso-échelle dont :
  - ligne de grains ;
  - derecho ;
  - complexe convectif de méso-échelle ;
  - orage en série ou en V.

### Orage ordinaire et pulsatif

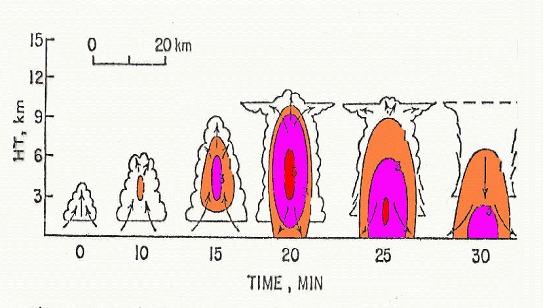
Cycle de vie d'un orage unicellulaire.

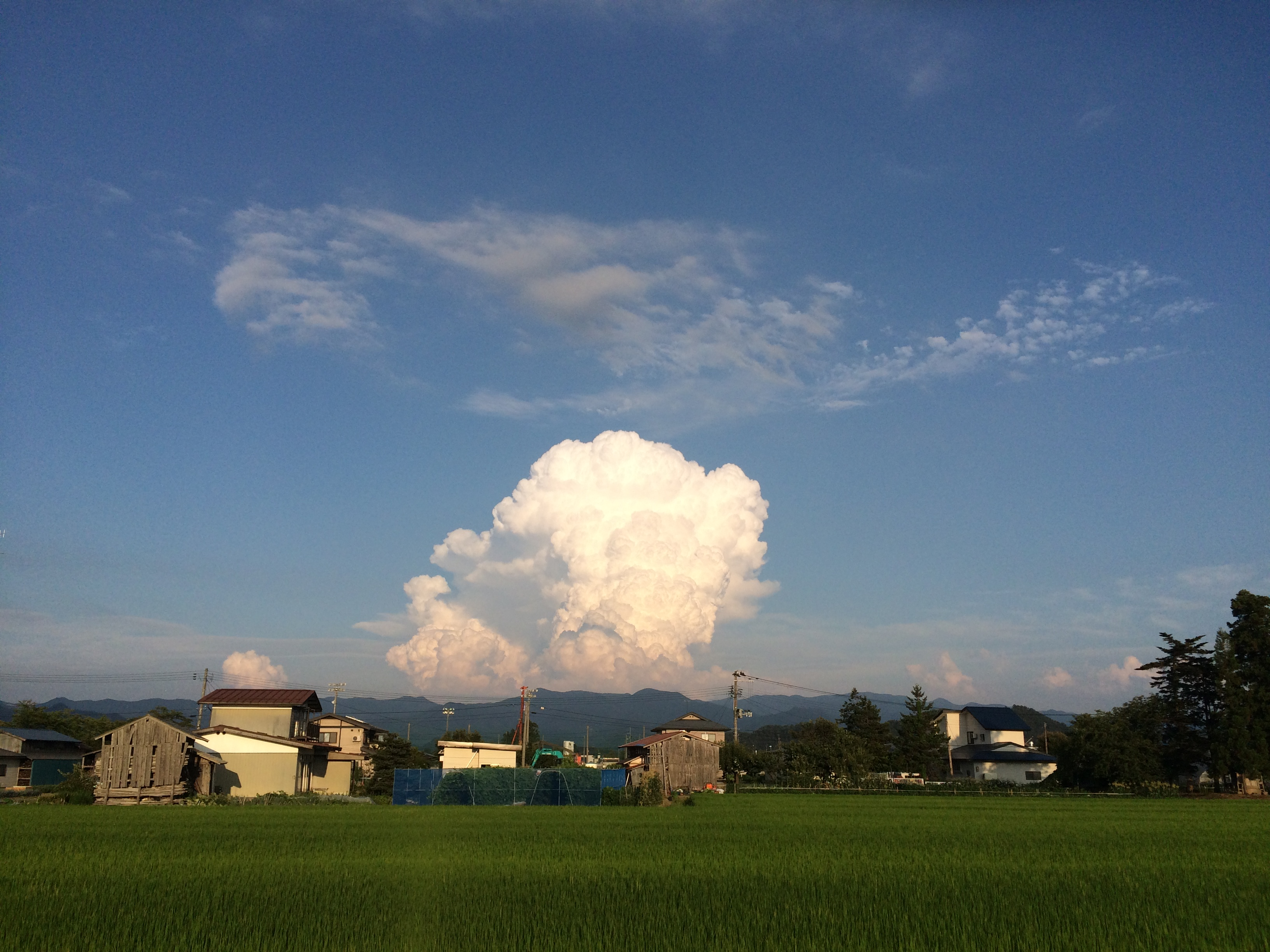
Unicellulaire au Japon.

L'orage unicellulaire, ou monocellulaire, est le type le plus fréquent, c'est pourquoi il est nommé orage « ordinaire ». Il peut être associé à une forte averse et des rafales de vent. Les pluies ne sont presque jamais torrentielles et les chutes de gros grêlons sont rarissimes. Quand cela se produit, il est question d’orage « pulsatif », car il surgit et se dissipe comme une impulsion soudaine. Dans les régions arides du globe, l'évaporation peut être telle que la pluie n'atteint pas le sol et forme de la virga sous le cumulonimbus.
Le météorologue américain Horace R. Byers est le premier à décrire la dynamique du cycle de vie de ces orages en 1948 à la suite d'un programme d'études in situ du phénomène : la formation dominée par le courant ascendant dans le nuage, l'état mature où un courant descendant se forme près du premier, à la suite de la chute des précipitations, et la dissipation dominée par un courant descendant allant en faiblissant,.
L'orage unicellulaire est caractérisé par une faible énergie (EPCD de 500 à 1 000 J/kg) avec peu ou pas de changement des vents avec l'altitude. Donc le cycle de vie d’environ 30 à 60 minutes de ces orages est caractérisé par un courant ascendant plus ou moins fort et vertical. Au départ, nous sommes en présence de cumulus mediocris qui fusionnent entre eux pour former un cumulus bourgeonnant (ou cumulus congestus) avec début de précipitations en son sein. Lorsque des cristaux de glace se forment au sommet du nuage, ce congestus devient par définition un cumulonimbus calvus,. Apparaissent alors les premiers phénomènes électriques qui caractérisent les orages.
Au stade mature, une enclume se forme au sommet du nuage qui prend alors le nom de cumulonimbus capillatus, incus. Cette enclume est provoquée par l'étalement du nuage à la suite de l'inversion de température à la tropopause et de la présence de forts vents à cette altitude. Cependant, le cœur des précipitations dans le nuage, qui se trouve à une grande altitude, commence à être trop pesant pour que le courant ascendant puisse le soutenir. La pluie mêlée de petits grêlons commence alors à redescendre vers le sol, ce qui provoquera bientôt la dissipation.
En effet, ces précipitations descendent dans le courant ascendant et s'évaporent partiellement en refroidissant l'air qui l'entoure. Ce dernier devient alors plus froid que l'environnement, et, par gravité, accélère vers le sol. Graduellement le courant descendant s'intensifie et supplante le courant ascendant. Après la pluie, l'orage unicellulaire se dissipe rapidement, créant une zone plus fraîche autour de lui. Le front de rafales engendré par l'orage peut servir de déclencheur pour d'autres orages en aval.

### Orages multicellulaires

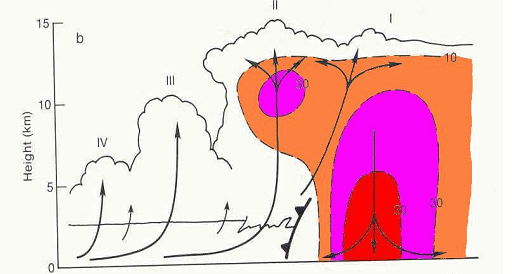
Cycle de vie d'un orage multicellulaire.

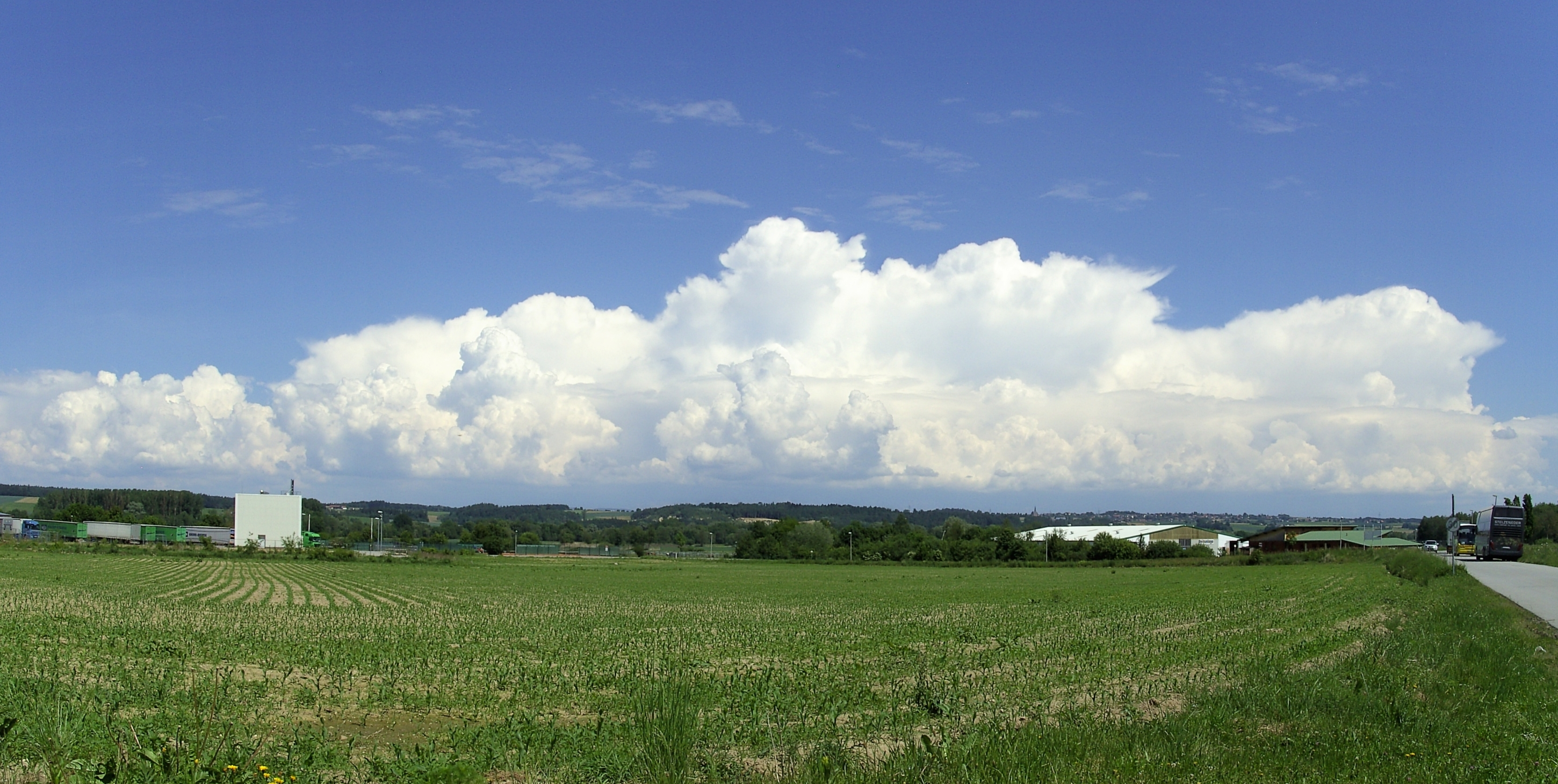
Multicellulaire en Bavière.

Lorsque la force et la direction des vents augmentent avec l’altitude de façon linéaire, le courant ascendant de convection n’est plus à la même position que le courant descendant avec les précipitations. Ceci produit un front de rafale qui s’éloigne en arc du cœur de précipitations et repousse la zone d’ascension. Un surplomb de précipitations se forme donc généralement dans le quadrant sud-ouest de la cellule mère dans l’hémisphère nord alors que les vents dominants de surface viennent de cette direction. Comme le front de rafale se dissocie avec le temps de la cellule initiale en formant des cellules filles, le multi-cellulaire forme donc une ligne d'orages à différents stades de développement.
Chaque cellule dure de 30 à 60 minutes mais la ligne orageuse peut durer des heures. La structure radar de ce type d’orage est caractérisée par des surplombs sur la partie sud-ouest d’une ligne de fort écho et ces surplombs semblent se déplacer dans cette direction alors que la ligne se déplace à 30° et 70 % de la vitesse des vents dans la couche où se produisent les orages.
En général, l'EPCD est moyen dans ce type d'orage, soit entre 800 et 1 500 J/kg. Selon l'énergie et l'humidité disponibles, ce type d'orage peut donner des rafales de vent violentes, des pluies diluviennes, de la grêle et, rarement, de brèves tornades. La sévérité de ces effets dépend également de la vitesse de déplacement de la ligne. Par exemple, une ligne se déplaçant lentement pourra donner beaucoup plus de pluie en un endroit alors qu'une passant rapidement accentuera les rafales descendantes.

### Orages supercellulaires

Morphologie d'une supercellule vue du sud-ouest vers le nord-est dans l'hémisphère nord.

Lorsque le cisaillement des vents tourne avec l’altitude, un renforcement du mouvement vertical sous le courant ascendant et une synchronisation entre le front de rafales descendantes et le courant ascendant peuvent être perçus. De plus, si l'énergie potentielle convective disponible monte au-dessus de 1 500 J/kg, le courant ascendant permettra une très large extension verticale (jusqu'à plus de 15 km).
Ceci donne des cellules orageuses indépendantes en équilibre stable entre l’entrée et la sortie des courants qui leur permettent de vivre très longtemps. Elles peuvent produire de la grosse grêle, des vents destructeurs et des pluies torrentielles. De plus, si un cisaillement horizontal du vent en surface est transformé en tourbillon vertical par le courant ascendant, ces supercellules peuvent produire des tornades si la rotation est accentuée par le courant descendant.
Sur l'image de droite, une représentation d'un tel cumulonimbus qui comprend, :
- une enclume se forme à la tropopause qui est une barrière au développement vertical du nuage. Elle s'étend loin de la cellule originale poussée par des vents horizontaux très forts ;
- un sommet en dôme stratosphérique, dit sommet protubérant, qui dépasse l'enclume là où le courant ascendant se trouve et indique qu'il est assez fort pour vaincre l'inversion de température à la tropopause ;
- des mammatus sous l'enclume, des protubérances nuageuses formées par l'air froid d'altitude descendant par poussée négative d'Archimède dans le nuage. Ils sont signe d'instabilité ;
- des nuages de flanc qui se forment sur la bordure ;
- dans le flanc arrière droit, derrière les précipitations, une tornade sous le nuage-mur (wall-cloud).

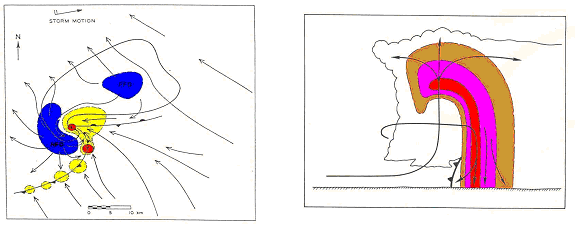
Structure horizontale et verticale d'un orage supercellulaire vu par radar.

Du point de vue radar, il est possible de remarquer une voûte sans écho (dite voûte d'échos faibles) dans une coupe verticale (images ci-contre à droite), là où le fort courant ascendant permet à l'humidité des parcelles d'air en convection de ne se condenser qu'à très haut niveau. Ceci donne sur une coupe horizontale (PPI ou CAPPI) une forme à bas niveau d'écho en crochet (partie de gauche de l'image) à l'image radar et un fort gradient de réflectivité près du crochet. Du point de vue circulation de l'air, les zones en bleu sur la figure de gauche montrent où l'air descend dans ce type de nuage donnant des rafales au sol, les courants descendants de flanc avant et arrière. Dans le flanc arrière, le courant descendant entre en interaction avec le courant ascendant (jaune) et c'est à cet endroit que les tornades peuvent se produire.
Des expériences ont également montré que la densité de coups de foudre à l'intérieur d'un orage supercellulaire donne un trou de foudre dans le courant ascendant et la voûte d'échos faibles.

#### Types

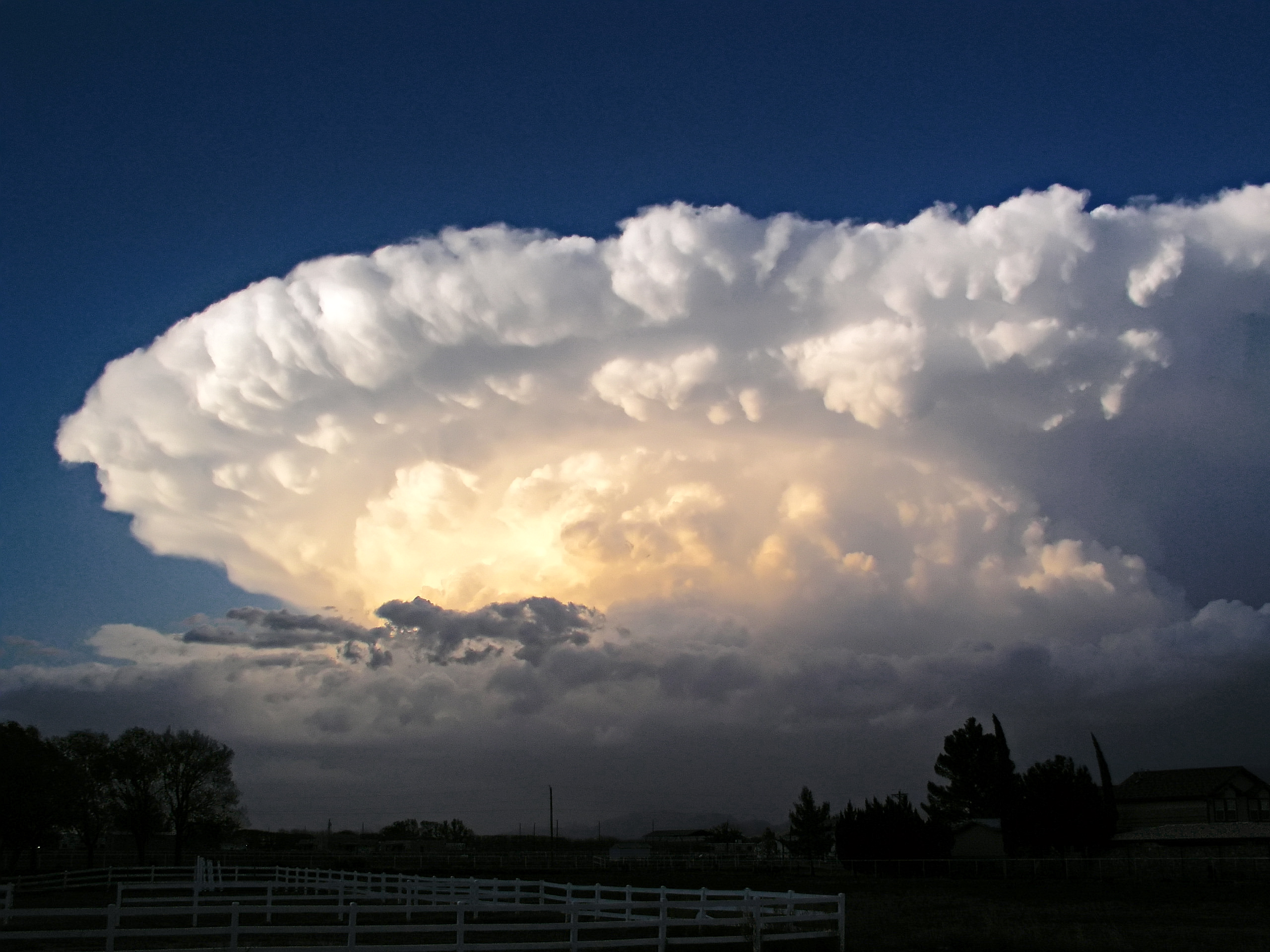
Cumulonimbus associé à un orage supercellulaire.

Il existe quatre types d'orages supercellaires, classés selon l'intensité des précipitations ou leur extension verticale.
- Supercellule classique : c'est la forme la plus typique d'une supercellule décrite précédemment.

- Mini-supercellule (LT pour Low Topped en anglais) :

caractérisée par une hauteur de tropopause plus faible et généralement une EPCD (énergie potentielle convective disponible) plus modérée. Elles se produisent en général dans des conditions atmosphériques plus froides comme au printemps et à l'automne. Le cisaillement et la présence d'un mésocyclone sont par contre bien présents car le cisaillement des vents est alors plus important. Elles sont aussi appelées micro-supercellules.
- Supercellule à faibles précipitations (LP en anglais pour Low Precipitation) :

caractéristiques des endroits plus secs comme les Prairies canadiennes et les Grandes Plaines américaines, elles ont une base très haute au-dessus du sol et une grande extension verticale, mais leur dimension horizontale est faible. Le taux de précipitations vu au radar, dans le nuage et sous celui-ci, est peu élevé et il est souvent difficile d'y voir une rotation. Toutefois, il peut se produire une chute de gros grêlons qui engendrent peu d'échos radar. La colonne de pluie est séparée de la zone en rotation et de celle de grêle. Ces cellules orageuses peuvent donner tous les éléments violents mentionnés antérieurement, mais le plus probable est la grêle.
- Supercellule à fortes précipitations (HP pour High Precipitation en anglais) :

elles se forment dans un environnement riche en humidité. Elles sont plus étendues horizontalement, leur base est le plus souvent obscurcie par la pluie et les zones de pluie, grêle et de rotation ne sont souvent pas distinguées. Elles donnent surtout des pluies torrentielles, des rafales descendantes et des tornades faibles à modérées, mais sont très dangereuses car les tornades sont dans une supercellule HP noyées dans le cœur des précipitations, ce qui rend la tornade presque invisible. La grêle y est moins probable.

### Système convectif de mésoéchelle

Passage d'une ligne de grains en Pennsylvanie aux États-Unis, vue par radar météorologique. Il s'agit de l'un des types de système convectif de méso-échelle.

Un système convectif de méso-échelle (SCM) est un ensemble d'orages qui se répartissent avec le temps, en ligne ou en zones, pour former des entités qui peuvent occuper de plusieurs dizaines à quelques centaines de kilomètres de longueur ou de diamètre (méso-échelle). Ces systèmes météorologiques sont souvent associés avec du temps violent car les orages intenses qui les composent peuvent produire des pluies torrentielles causant des inondations, des vents de plus de 90 km/h et parfois de la grosse grêle. Ces phénomènes, même s'ils ont une durée de vie en général plus limitée que ceux produits par les dépressions synoptiques, affectent quand même de larges zones à cause du déplacement du système.
L’American Meteorological Society spécifie que la dimension horizontale de ces systèmes doit être d'au moins de 100 km et que la convection atmosphérique doit y être intense. Le terme SCM désigne donc une classe plutôt qu'un type particulier d'orages ; classe se composant de : la ligne de grains, le derecho, le grain en arc, le complexe convectif de méso-échelle, les cyclones tropicaux et tout ensemble d'orages plus ou moins organisé.

#### Lignes de grains et derecho

Vue en coupe verticale et horizontale des précipitations et de la circulation de l'air dans une ligne de grains.

Lorsque des orages isolés se rassemblent en une ligne et que cette ligne se déplace avec le vent moyen dans l’atmosphère, il s'agit d'une ligne de grains dont l’extrême est le derecho. Une telle ligne produit un front de rafales qui s’organise en ligne à l’avant de la convection. Il est renforcé par la subsidence du courant-jet des niveaux moyens qui est rabattu vers le sol. En effet, l'entrée de ce dernier dans le nuage y amène de l'air froid et sec de l’environnement ce qui est en équilibre négatif selon la poussée d'Archimède.
La coupe horizontale à travers une telle ligne, dans le haut de l'image, montre donc de forts gradients de réflectivité (taux de précipitations) sur l’avant de la ligne. Sur la partie du bas, il existe une coupe horizontale où des encoches derrière la ligne donnent une forme ondulée à celle-ci. Ces encoches sont créées là où le jet assèche les précipitations en descendant. Il y a généralement des reformations d’orages en amont de la ligne principale avec la rafale descendante. La coupe verticale montre que les orages sont suivis d'une zone continue et moins intense associée à des précipitations stratiformes et la position du jet de niveau moyen descendant vers le sol.
Selon l'EPCD et le cisaillement des vents avec l'altitude, une ligne de grains donnera des vents plus ou moins forts le long de la ligne. Ces vents peuvent être dévastateurs. Les pluies diluviennes ne durent que très peu de temps au passage de la ligne mais des quantités importantes peuvent persister dans la partie stratiforme à l'arrière. Les autres phénomènes violents comme la grêle et les tornades sont plus rares.

#### Complexe convectif de mésoéchelle
Complexe orageux se formant généralement en fin de journée à partir d'orages dispersés, il atteint son apogée durant la nuit alors qu'il s'organise comme une large zone circulaire. Il est défini par les caractéristiques suivantes :
- sommet des nuages ayant une température inférieure à −32 °C et surface d'environ 150 000 km2 ;
- durée de plus de 6 heures ;
- rapport entre les diamètres nord-sud et est-ouest proche de 1.

Ces systèmes sont fréquents dans les plaines américaines durant l'été. Ils dérivent durant la nuit dans le flux d'altitude et donnent principalement des précipitations intenses causant des inondations sur de larges régions. De la fin avril à octobre 1993, les inondations qui ont sévi tout le long du bassin du fleuve Mississippi, des Grands Lacs à La Nouvelle-Orléans, ont été en grande partie causées par des CCM à répétition durant plusieurs semaines au début de l'été (inondation du Midwest américain de 1993)

#### Orages en V ou en série

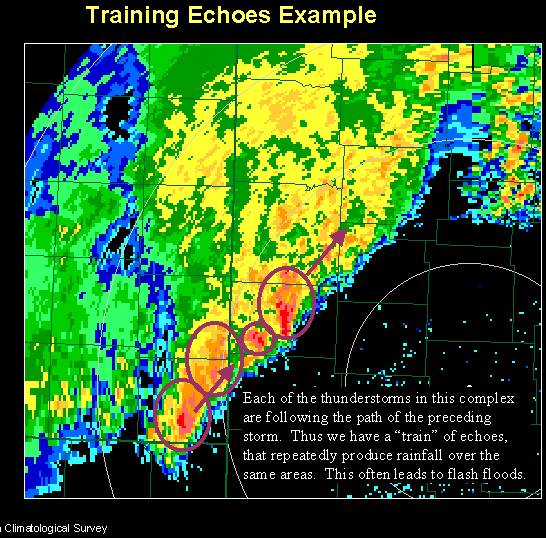
Échos radar en série, ou train, caractéristique des orages à formation rétrograde. Les flèches donnent la direction de déplacement des orages individuels mais la reformation se produit toujours au bout en bas de la ligne.

Reformation rétrograde.

Les « orages en V », à formation rétrograde ou en série, sont des complexes orageux formés de cellules individuelles qui se reforment plus ou moins au même endroit et dérivent ensuite dans la circulation atmosphérique. Le nom d'orages en V provient du fait que, vus sur les images d'un satellite météorologique, la couverture nuageuse de l'ensemble des orages semble former un V ayant l'orage le plus récent comme apex. Ce type est aussi appelé train d'échos en anglais (training thunderstorms) car, vu au radar, il ressemble à une série de wagons de train défilant sur des rails.
Les conditions nécessaires à leur formation sont donc une forte instabilité thermique et une zone stationnaire servant à déclencher la convection. Ce déclencheur peut être un front ou un creux barométrique stationnaires, ou bien une barrière physique causant le soulèvement de l'air localement, comme une chaîne de montagnes,.
Comme ils se reforment continuellement au même endroit, les orages à formation rétrograde donnent surtout des pluies diluviennes, causant des inondations, et une très forte activité électrique. Des rafales de vent violent et parfois de la grêle sont possibles mais rarement des tornades. Les orages en V sont parfois associés aux épisodes cévenols en automne au pourtour de la Méditerranée.

## Phénomènes associés
Les orages sont potentiellement dangereux, car ils sont le lieu d'importants mouvements verticaux, de foudre, de vents forts et de précipitations de différents types. Leur apparition est très rapide et peut prendre par surprise les animaux et les humains.

### Foudre
Même l'orage le plus bénin comporte par définition de la foudre. Celle-ci est une décharge électrique à travers l'air entre une partie du nuage et un autre ou le sol. Cette décharge se fait sous une haute tension (plus de 1 × 109 V), crée un plasma et cause des dégâts si elle passe à travers un objet. Lorsque la foudre va du nuage vers le sol, elle emprunte le chemin le plus court et frappe donc généralement le point le plus élevé de ce dernier. Les bâtiments et autres constructions ainsi que les arbres frappés par la foudre sont soumis à ce courant intense qui peut causer des dommages importants ; foudroyés, les animaux et l'homme trouvent souvent la mort.
La foudre peut également venir du sol. C’est ce qu’on appelle un éclair ascendant : celui-ci apparaît lorsque le champ électrique au sol est suffisamment intense pour qu’un impact puisse se développer du sol vers le nuage. Ce phénomène, fréquent dans les régions montagneuses, peut aussi provenir du sol des structures de grande hauteur.
Les accidents liés à la foudre sont rares avec les avions et les planeurs. Bien qu'ils puissent être frappés, ils constituent une cage de Faraday qui isole leurs occupants. Le courant suit donc l'extérieur de la carlingue et continue vers le sol ou un autre nuage. La même chose peut être dite d'une automobile frappée par la foudre mais pas d'une motocyclette, puisque l'occupant dans ce cas est exposé aux éléments et que l'arc électrique peut passer par son corps puis continuer vers le sol à travers l'air humide. La foudre provoque également du bruit radio qui peut perturber la réception des ondes dans de nombreuses applications en aviation, radar et télécommunications.

### Grêle

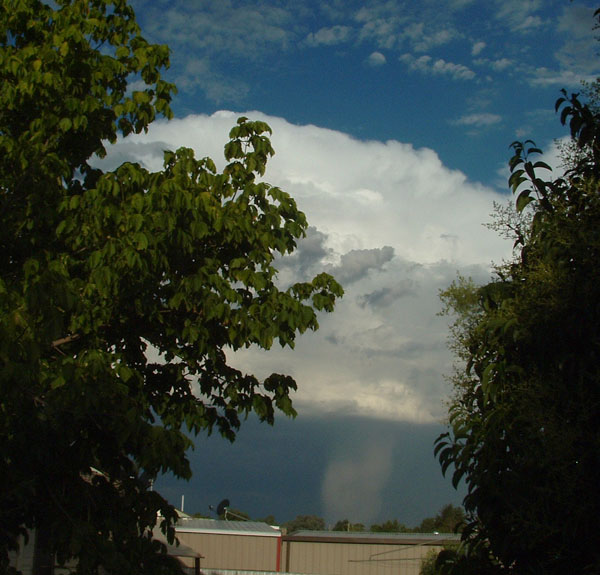
Ce nuage d'orage déverse une colonne de grêle vers le sol.

La grêle se forme sous certains orages et peut détruire les cultures, endommager les véhicules et les maisons ainsi que nuire à la circulation. Les avions, planeurs et dirigeables sont très susceptibles d'encourir des dommages lorsqu'ils passent à proximité de ces nuages. En effet, non seulement ils seront frappés dans le nuage, mais également à une certaine distance de celui-ci par l'éjection des grêlons. De plus, ces derniers seront souvent plus gros que ceux retrouvés au sol, puisque les appareils volent à un niveau de température où la fonte n'a pas encore eu le temps de réduire les grêlons.

### Neige
Il est question d’orage de neige quand un nuage convectif se forme en hiver dans de l'air très instable et donne des précipitations neigeuses accompagnées de manifestations électriques comme le tonnerre et des éclairs. Ce phénomène est relativement rare mais il peut être trouvé dans une masse d'air très froide, et donc polaire, rencontrant des zones plus chaudes et humides. Ces mouvements de masses d'air peuvent créer des courants instables formant des cumulonimbus de faible extension verticale. Les orages de neige sont décrits comme des averses neigeuses accompagnées d'activité électrique suivies du tonnerre. Ces sortes d'orages sont perçus en plein hiver ou pendant les giboulées.

### Mouvements verticaux intenses
Il est extrêmement dangereux de voler près ou sous des orages. Les courants ascendants sous les cumulonimbus calvus isolés lors d'orages unicellulaires sont parfois utilisés à grands risques par les pilotes de planeur. Or ces nuages, qui ont un diamètre de quelques kilomètres, peuvent avoir des courants ascendants de 10 à 15 m/s qui aspirent le planeur au sein du nuage. Si le planeur n'est pas équipé pour le vol aux instruments (IFR), le pilote perd tout repère visuel et le planeur peut se mettre rapidement dans une posture dangereuse. Lors de leur dissipation, l'air devient très stable près des restants du nuage, il n'y a alors plus de courants ascendants et la région devient inutilisable pour les pilotes de planeur.
Certains pilotes de planeurs ont évolué le long de la ligne de cumulonimbus où se produisent des courants ascendants comme le long d'une montagne. Comme une ligne d'orages multicellulaires se déplace, il est impossible de revenir à l'aérodrome de départ sans traverser la ligne d'orages et l'atterrissage dans un champ est périlleux car l'orage produit des rafales descendantes destructrices. Dans certains cas, les planeurs ont pu être retournés et détruits après l'atterrissage dans le champ par la ligne d'orages. Enfin, les orages supercellulaires sont incompatibles avec la pratique du vol à voile à cause des phénomènes extrêmes qui peuvent se produire.
Les avions doivent éviter les orages pour les mêmes raisons. Ceci est particulièrement vrai lors du décollage et de l'atterrissage alors que la vitesse de l'appareil est plus proche de celle de décrochage et qu'une rafale de dos ou une rafale descendante peut faire décrocher l'appareil, qui risque alors de s'écraser du fait de la proximité du sol. En vol, les orages provoquent des turbulences incompatibles avec le transport de passagers, ainsi que des risques de givrage de la cellule et des moteurs. Les avions évitent donc les orages.
Les mouvements verticaux sont également dangereux pour les parachutistes, qui peuvent être aspirés dans le courant ascendant de l'orage. Ils sont non seulement ballottés violemment mais vont se retrouver à des hauteurs où la température est bien en dessous du point de congélation dans une atmosphère remplie d'eau surfondue et de grêlons. Gelures et hypothermie en résultent, et même la mort.

### Pluie
La quantité de pluie sous un orage est variable selon son type mais se produit toujours rapidement. Cependant, le relief de la région où il tombe peut influencer l'effet de celle-ci. Dans les zones montagneuses, le ruissellement dans les pentes peut amener des inondations dans la vallée en concentrant les quantités reçues vers une région restreinte. La déforestation et la saturation des sols vont accentuer les effets d'une pluie sous un orage. La pluie peut causer une liquéfaction du sol dans certaines conditions, ce qui donnera des coulées de boue.
En aviation, il existe des exemples d'écrasements sous des orages, dont celui du Vol 358 Air France à Toronto (Canada) en août 2005, où la pluie semble avoir mené également à de l'aquaplanage, ce qui lui a fait manquer de freinage et sortir de piste.

### Vent et tornade
Certains types d'orages (généralement les plus violents) sont associés à de fortes rafales de vent qui peuvent causer des dommages par leur apparition soudaine, le changement de direction du vent ou un réchauffement soudain. Les tornades sont particulièrement dévastatrices mais ne se produisent qu'avec une infime proportion des orages.

### Virga

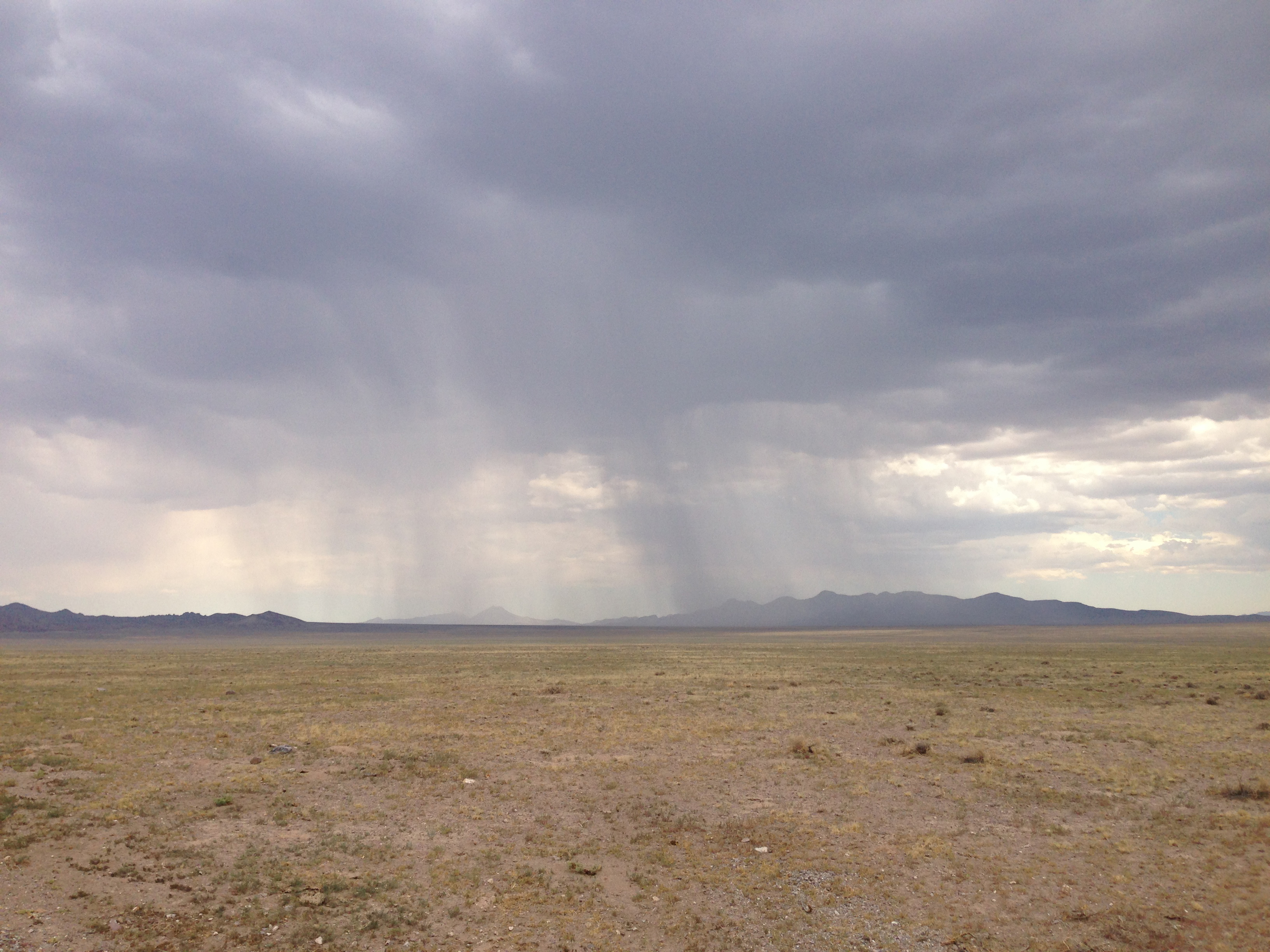
Évaporation des précipitations sous le nuage d'orage.

Un orage à virga, ou orage sec, est un orage dont la base se situe à assez haute altitude et qui surplombe de l'air sec. Il est accompagné de foudre mais les précipitations qui tombent sous le nuage s'évaporent totalement ou presque totalement dans l'air sec sous-jacent. Ces altocumulonimbus se forment le plus souvent dans une couche nuageuse instable en altitude, là où se trouve de l'humidité, au lieu de se développer à partir du sol. C'est pourquoi ils se produisent le plus souvent en fin de journée, ou la nuit, alors que le sommet des nuages se refroidit par radiation ce qui permet à l'air plus chaud et humide à la base d'être soulevé par la poussée d'Archimède. Ils peuvent également provenir de cumulonimbus formés dans une région chaude et humide en surface mais qui se déplace dans une autre zone sèche.
En général, il s'agit d'orages unicellulaires de faible intensité qui ne durent que peu de temps. Cependant, les précipitations qui s'évaporent sous le nuage refroidissent l'air car l'évaporation nécessite un apport de chaleur aux molécules d'eau. L'air refroidi étant plus dense que l'environnement, il accélère vers le sol et peut causer des rafales descendantes plus ou moins importantes. En descendant, l'air se réchauffe par compression adiabatique et peut donner un coup de chaleur local. Comme ces orages se produisent en régions souvent désertiques (nord du Sahara, Asie Centrale, États-Unis) ou à végétation éparse, les rafales de vent peuvent également causer des tempêtes de sable ou de poussière. La foudre peut aussi déclencher des feux de brousse qui ne peuvent être éteints car aucune pluie ne tombe. Les orages secs s'accompagnent souvent d'une activité électrique intense, et on peut parler familièrement d'« éclairs de chaleur ».

### Production d'antimatière
Les nuages d'orage peuvent produire des rayons gamma de forte intensité, des faisceaux d'électrons accélérés et même de l'antimatière,. Des mesures effectuées en avion dans un nuage ont permis d'observer d'intenses impulsions de rayons gamma d'une énergie de 511 keV, qui sont la signature unique de l’annihilation d'un électron et de sa contrepartie d'anti-matière : le positon,. Les scientifiques étudiant les données du Fermi Gamma-ray Space Telescope soupçonnent que la foudre reconfigure le champ électrique du nuage ce qui permettrait dans certains cas aux électrons de se précipiter vers la partie supérieure de l'orage à une vitesse proche de celle de la lumière en faisant des accélérateurs de particules naturels.

## Climatologie

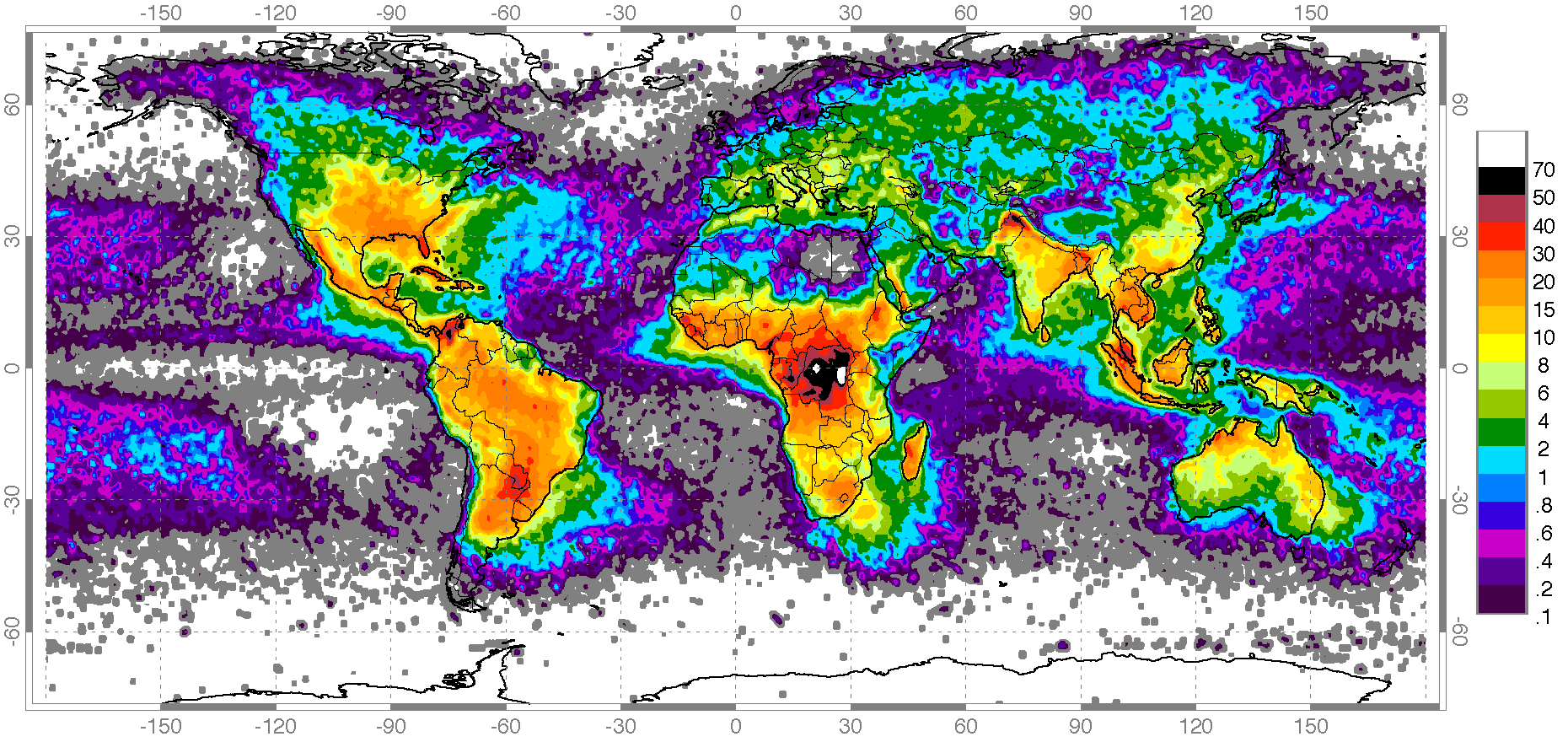
Carte mondiale avec la fréquence de la foudre.

Dans l'image ci-jointe le taux de foudre, indicateur d'orages, est généralement relié à la latitude et à la proximité de l'humidité. Les zones équatoriales montrent la plus grande densité de foudre, particulièrement les zones côtières, car les orages qui produisent la foudre sont générés par une instabilité de l'atmosphère et une humidité de bas niveau qui y sont présentes à l'année. À l'inverse, les latitudes moyennes et les zones polaires n'ont des conditions favorables qu'une partie de l'année.
Naturellement, les conditions à l'échelle synoptique organisent la convection également. Ce n'est pas partout à l'équateur où les conditions sont favorables à la formation des orages. Ainsi, la zone de convergence intertropicale, où convergent les alizés, donne le soulèvement nécessaire pour la formation d'orages assez continuels mais, au nord et au sud de celle-ci, il y a un mouvement descendant de l'air qui dégage le ciel. De la même manière, les eaux des courants marins froids inhibent les orages (ex., la côte ouest de l'Amérique du Nord et du Sud) alors que les eaux chaudes les favorisent (ex., le Gulf Stream où se déplacent les ouragans).
Dans les latitudes moyennes, l'air est plus instable en été alors qu'un maximum de température et d'humidité peut être retrouvé. Cependant, même en hiver les systèmes frontaux amènent en contact des masses d'air froid et chaud, ce qui peut créer les conditions favorables au développement orageux. Finalement, des effets locaux comme le régime de brise côtière, le soulèvement orographique et le réchauffement différentiel vont créer des conditions favorables localement à la convection.

### En France
En France métropolitaine, les orages sont des phénomènes météorologiques globalement assez fréquents, principalement l'été, sur l'ensemble du territoire, certains lieux étant davantage exposés que d'autres. D'une manière générale, les orages sont souvent recensés sur un axe sud-ouest/nord-est. Les lieux les plus exposés au risque orageux sont les départements pyrénéens, la région Rhône-Alpes et les massifs montagneux frontaliers ainsi que la Corse. En 2019, c'est la commune de Sermano, en Haute-Corse, qui a été la plus foudroyée de France avec 7,15 éclairs nuage-sol/km2. À l'inverse, le risque d'orages est plus faible dans un large quart nord-ouest du pays, notamment en direction de la Bretagne et près de la Manche,.

## Environnement
Les orages, comme d'autres évènements météorologiques (inondations, tempêtes, sécheresses), contribuent au lessivage et/ou à la remise en suspension d'aérosols ou à l'érosion de sols ou sédiments pollués, et donc à des transferts de polluants ou contaminants dans le temps et l'espace. Les crues brutales ou les lessivages de sols urbains, routiers ou pollués par l'industrie ou l'agriculture ne peuvent généralement pas être absorbées par les bassins d'orage ou les stations d'épuration.

## Orages historiques

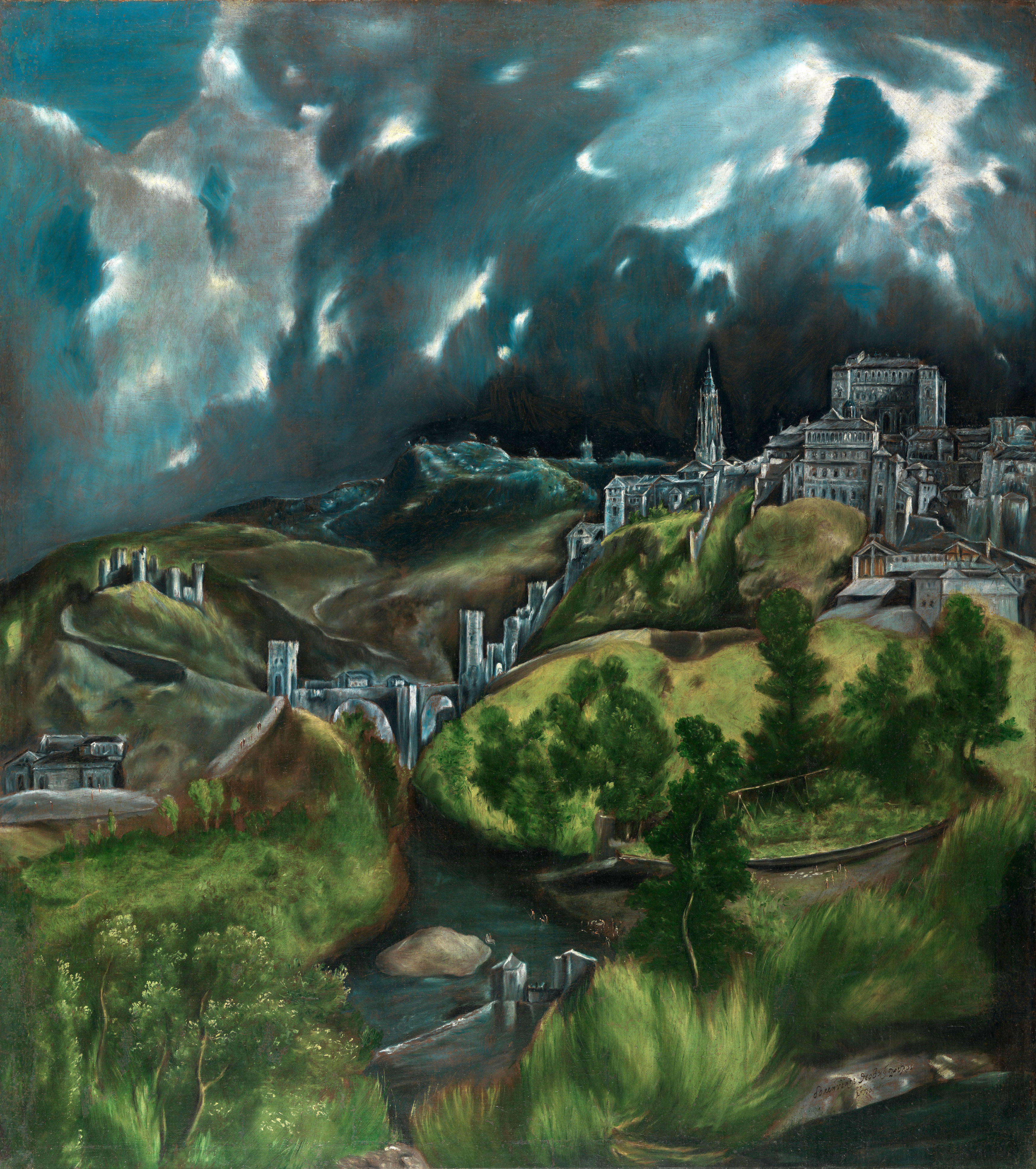
Dans Vue de Tolède avec son ciel orageux, peint vers 1596-1600, El Greco est un des premiers artistes à se dispenser d'un sujet religieux au premier plan.

Certains orages ont marqué les mémoires, avec par exemple :
- en France l'orage de juillet 1788 qui pourrait être une des causes de la crise ayant favorisé la Révolution française. Cet orage de grêle d'une force exceptionnelle a ravagé toutes les campagnes céréalières du bassin de la Loire au Rhin en passant par le nord de la France le 13 juillet, alors que, cette même année, des canicules et sécheresses sévissaient. Le tout menant à une perte des récoltes et donc à une hausse des prix des denrées de base[35] ;
- de l'autre côté de l'Atlantique, le déluge de Montréal le 14 juillet 1987 a complètement paralysé la métropole québécoise de près de 2 millions d'habitants. Aux États-Unis, de nombreux événements orageux retiennent l'attention, dont les tornades de l'Oklahoma du 3 mai 1999, qui ont fait 88 morts et dont l'une était de force F5 avec les vents les plus forts jamais notés pour un tel phénomène[36] ;
- le versant oriental des Andes, au centre de l’Argentine, connait des orages réputés être parmi les plus dévastateurs au monde, inondant souvent des cités et détruisant les vignobles qui se développent dans le pays, sous des grêlons parfois énormes pouvant atteindre la taille d'un pamplemousse[37]. Les sommets orageux s’élèvent alors jusqu’à 18 kilomètres d’altitude mais donnent rarement des tornades[37].

## Étude des orages
Les orages sont étudiés depuis fort longtemps. Plusieurs campagnes de mesures ont été effectuées aux États-Unis et ailleurs dans le monde, comme les expériences VORTEX dans la Tornado Alley et l'Alberta Hail Project en Alberta (Canada). Plusieurs chercheurs réputés ont fait avancer ce domaine dont Horace R. Byers, le premier à faire un classement des types orageux, Robert A. Houze, Charles A. Doswell III, Ted Fujita (à qui on doit l'échelle de Fujita) et Erik N. Rasmussen. Ces études utilisent une panoplie de capteurs météorologiques : stations météorologiques et radars météorologiques mobiles, mésonets, images du satellite météorologique, etc. Cette discipline météorologique a été notamment médiatisée par quelques films de cinéma et des vidéos en ligne sur Internet sur les « chasseurs d'orages », mais le vrai travail se fait par des chercheurs universitaires et gouvernementaux.
En 2018, un projet dénommé RELAMPAGO, financé à hauteur de 30 millions de dollars et piloté par Steve Nesbitt (scientifique spécialiste de l’atmosphère à l’Université de l’Illinois, vise - à partir du 1er novembre - à mieux comprendre les orages en Argentine ainsi dans le sud du Brésil. Mobilisant environ 160 scientifiques de l'atmosphère venus principalement des États-Unis, d'Argentine et du Brésil, il s’agira de la plus grosse étude jamais menée sur les orages hors des États-Unis. Elle bénéficiera de matériels de chasseurs d'orages des États-Unis (radar mobile sur camions notamment) et s’appuiera sur des expériences en sciences de l’atmosphère (télédétection des processus d’électrification, de foudre, jusqu’aux échelles micrométriques). Elle utilisera également les radars météorologiques argentins dont une dizaine de radars à «double polarisation» qui transmettent et reçoivent des ondes radio polarisées verticalement et horizontalement capables de distinguer à distance la grêle, la pluie et la neige. Le projet inclut un volet de sciences citoyennes, avec des habitants qui ont été formés à la collecte et à la mesure de grêlons, ainsi qu'à mesure des variations de niveaux de cours d’eau.
Un projet connexe baptisé CACTI (acronyme de Cloud, Aerosol, and Complex Terrain Interactions, c’est-à-dire « nuages, aérosols et interactions complexes avec le terrain ») portera sur l’influence des particules atmosphériques telles que la poussière ou la brume sur le développement des orages,.
Selon la modélisation climatique actuelle, le réchauffement climatique et marin dotera l’atmosphère de plus d’énergie, ce qui pourrait lui faire « nourrir » dans le monde des orages plus violents ressemblant à terme aux plus puissants de ceux observés en Argentine,. Comprendre les tempêtes d’Argentine permettrait de mieux comprendre la météo du futur et ses risques.

### Orages extra-terrestres
Les nuages de la planète Vénus peuvent produire des éclairs comme les cumulonimbus terrestres. Le taux d'éclairs y est au moins la moitié du taux d'éclairs terrestres.
Une couche mince de nuages d'eau semble exister sous la couche d'ammoniac à l'intérieur de l'atmosphère de la planète Jupiter. Des orages ont été identifiés à la suite de l'apparition d'éclairs. L'eau est une molécule polaire dont les charges peuvent être séparées, ce qui est à l'origine de la foudre. Ces décharges électriques peuvent être des milliers de fois plus puissantes que les décharges terrestres. Les orages engendrés dans les nuages d'eau ont pour origine la chaleur provenant de l'intérieur de la planète.

## Culture populaire
Dans les récits, du fait de son aspect bruyant, brutal, agressif et effrayant, le phénomène de l'orage est souvent associé à une situation d'épouvante ou angoissante. De surcroît, le phénomène se déroulant souvent la nuit, l'effet de peur en est accentué.

### Orage et éclair de chaleur

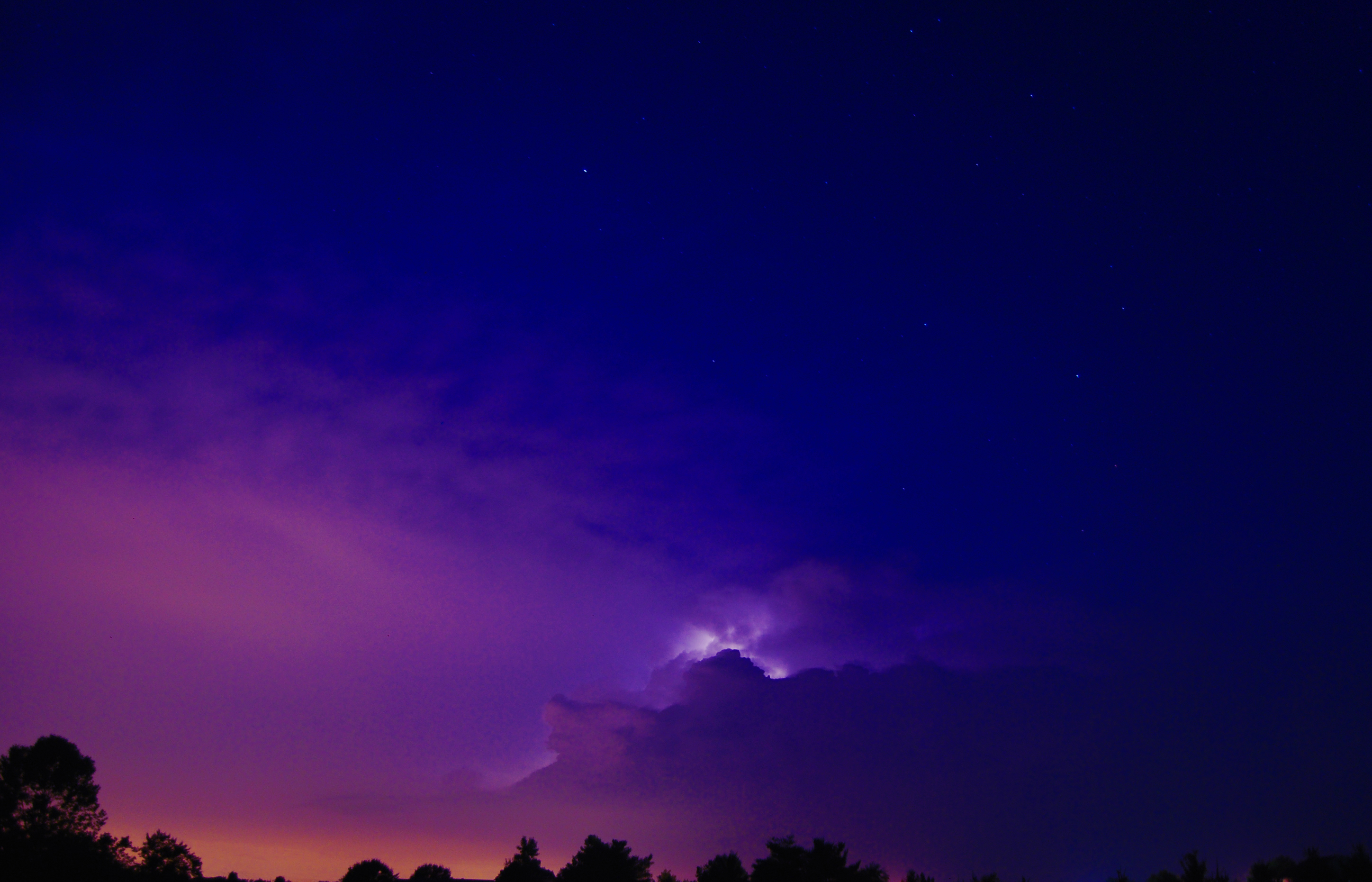
Vue des éclairs au loin

Par temps très chaud et humide estival, lorsqu'un observateur voit de la foudre dans un ciel autrement dégagé, on parle souvent d’orage ou d'éclair de chaleur lorsqu'il se trouve trop éloigné pour entendre le tonnerre. Seuls l'illumination du ciel ou d'un nuage sont perceptibles par de la foudre nuage-nuage ou intra-nuage. Il s'agit souvent d'orages unicellulaires qui donnent l'impression d'un phénomène isolé et lointain sans pluie, ce qui n'est pas le cas pour ceux qui se trouve sous celui-ci. Les éclairs sont aussi appelés des fulgurations,,.

### Orage sec
Un orage sec est un orage qui produit peu ou pas de précipitations pour un observateur au sol. Il peut s'agir d'un orage dont la base des nuages est élevée parce que l'air est plus sec (ex. dans les Grandes Plaines d'Amérique du Nord). Dans ce cas, la pluie qui tombe du nuage peut s'évaporer totalement, et donner de la virga, ou en partie avant d'atteindre le sol. Cependant, la foudre associée à l'orage peut frapper le sol et allumer un feu qui ne sera pas étouffé par la pluie.
D'autre part, la foudre peut tomber directement de l'enclume du cumulonimbus alors que la colonne de précipitations se trouve sous la partie principale du nuage, et pour l'observateur l'orage sera sec. Finalement, un orage en altitude ou un pyrocumulonimbus formé par un feu de forêt donnera également peu de pluie.